# Lacu Sărat, Bihor
Lacu Sărat este un sat în comuna Pomezeu din județul Bihor, Crișana, România.

 Acest articol despre o localitate din județul Bihor este deocamdată un ciot. Puteți ajuta Wikipedia prin completarea lui.